# علي كيخسروي
علي كيخسروي (بالفارسية: علی کیخسروی) هو لاعب كرة قدم إيراني في مركز حراسة المرمى، ولد في 12 يناير 1999 في مدينة أصفهان في إيران. لعب مع نادي سباهان أصفهان.

## وصلات خارجية
- علي كيخسروي على موقع قاعدة بيانات كرة القدم.إي يو (الإنجليزية)
- علي كيخسروي على موقع Soccerway.com (الإنجليزية)